# De Oudewegsterpolder
De Oudewegsterpolder was een waterschap in de toenmalige Nederlandse gemeente Aengwirden, later Heerenveen, in de provincie Friesland, dat een zelfstandig overheidsorgaan was van 1819 tot 1968. Het waterschap besloeg een oppervlakte van 175 hectare.
De Oudewegsterpolder was aanvankelijk een particuliere polder. De polder werd aangelegd in 1776 en in 1805 werd door de eigenaars besloten tot verdeling van het tot dan toe gedeelde bezit. Daarbij bleven de waterschapswerken wel in gemeenschappelijk bezit en werden de ingelanden verplicht de kosten onderling te dragen. In 1819 werd de eerste directeur van de particuliere polder aangesteld. In 1846 werd door de polder een weg aangelegd in oost-west-richting. In 1916 werd besloten tot een volwaardig waterschap, omdat het door de toename van het aantal ingelanden lastiger werd de gelden te innen, en betaling als particuliere polder niet kon worden afgedwongen. Het waterschap had tot doel het regelen van de waterstand en het onderhoud van de werken en de reden. In 1939 werd dit veranderd in het regelen van de waterstand en het bevorderen van de verkeersgelegenheid. Op 1 juni 1968 werd het waterschap bij de eerste provinciale waterschapsconcentratie in Friesland opgeheven en ging het op in waterschap Boarnferd.
Na verdere fusies valt het gebied vanaf 2004 onder Wetterskip Fryslân. 